# 耶爾瓦亞尼

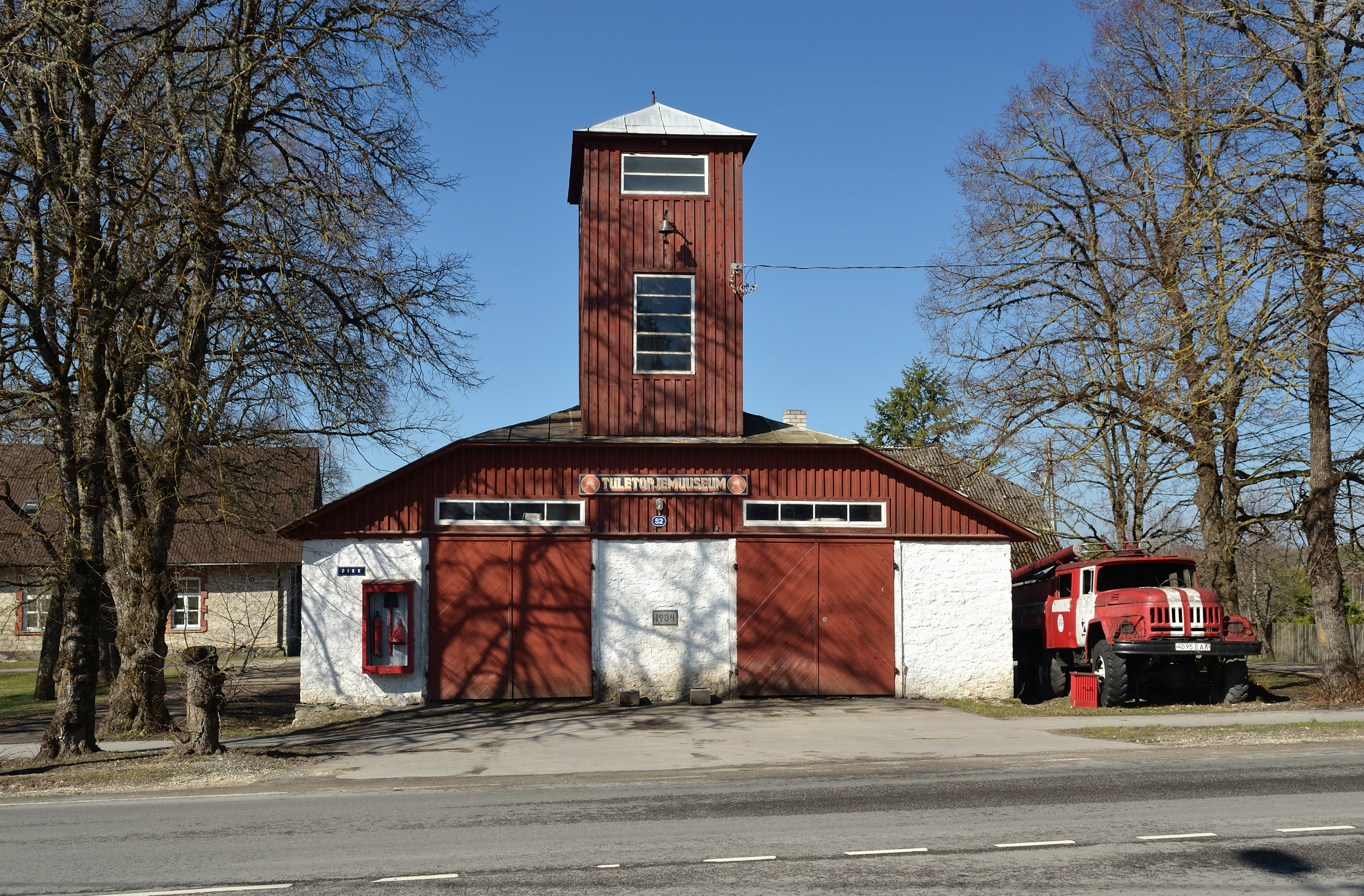
耶爾瓦亞尼消防博物馆

耶爾瓦亞尼是愛沙尼亞耶爾瓦縣耶尔瓦市镇的集鎮，位於該國中部，曾是原耶爾瓦亞尼市鎮的行政中心，始建於十九世紀末，2017年該集鎮人口999。